# Öreg-kő
Öreg-kő är en kulle i Ungern.   Den ligger i provinsen Komárom-Esztergom, i den nordvästra delen av landet, 40 km nordväst om huvudstaden Budapest. Toppen på Öreg-kő är 363 meter över havet, eller 189 meter över den omgivande terrängen. Bredden vid basen är 4,2 km.
Terrängen runt Öreg-kő är platt åt nordost, men åt sydväst är den kuperad. Runt Öreg-kő är det ganska tätbefolkat, med 78 invånare per kvadratkilometer. Närmaste större samhälle är Esztergom, 14,7 km nordost om Öreg-kő. Trakten runt Öreg-kő består till största delen av jordbruksmark.